# Rio Saliceto
Rio Saliceto – miejscowość i gmina we Włoszech, w regionie Emilia-Romania, w prowincji Reggio Emilia.
Według danych na rok 2004 gminę zamieszkiwały 5252 osoby, 238,7 os./km².